# Michael Manning

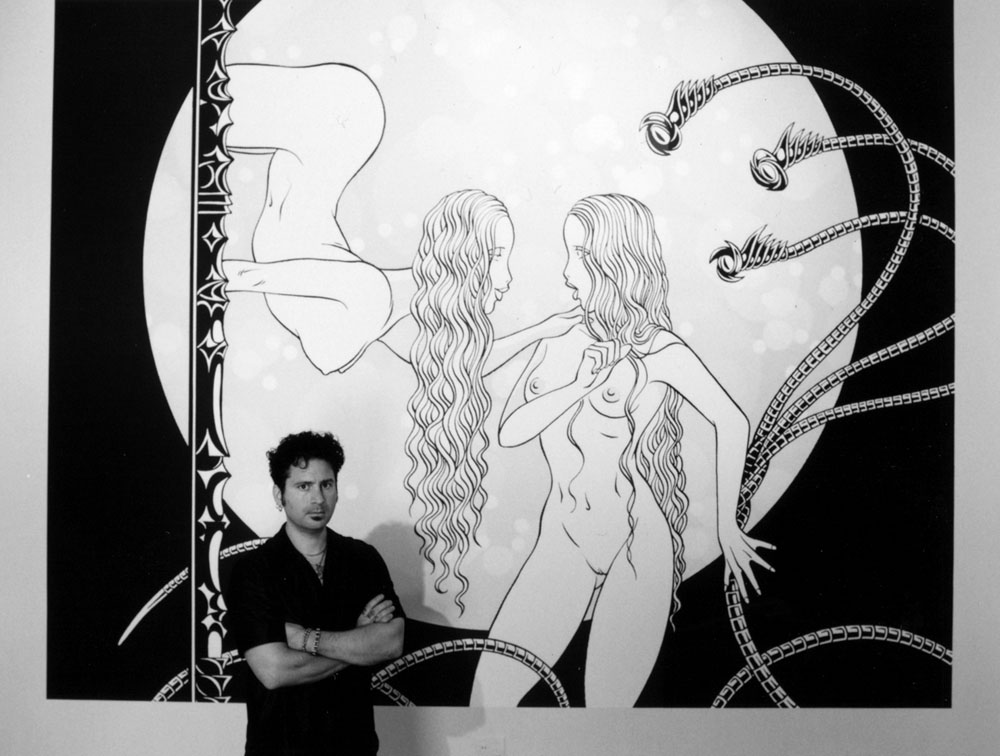
Michael Manning (2002)

Michael Manning (* in Queens, New York City) ist ein US-amerikanischer Autor, Fotograf und Grafiker. Der motivische Schwerpunkt seiner künstlerischen Tätigkeit ist BDSM.

## Biografie
Manning wuchs in Massachusetts auf. Er studierte Filmkunde und Animation an der School of the Museum of Fine Arts in Boston. Die ersten erotischen Comics brachte er 1987 heraus, als er als Regisseur für Kurzfilme, Werbespots und Musikvideos arbeitete. 1991 zog Manning nach San Francisco und widmete sich ganz der BDSM-Kunst.

## Werke

### Bücher und Comics
- Cathexis, Amerotica, 1997, ISBN 1-56163-174-4.
- The Spider Garden (Spider Garden), Eurotica, 1995, ISBN 1-56163-117-5.
- Lumenagerie, Nantier Beall Minoustchine Publishing, 1997, ISBN 1-56163-151-5.
- Hydrophidian (Spider Garden), Nantier Beall Minoustchine Publishing, 1997, ISBN 1-56163-167-1.
- mit Patrick Conlon: Tranceptor: The Way Station (Tranceptor Series), Amerotica, 1998, ISBN 1-56163-211-2.
- In a Metal Web (Spider Garden), Amerotica, 2003, ISBN 1-56163-356-9.
- In a Metal Web II (Spider Garden), Amerotica, 2003, ISBN 1-56163-360-7.
- Inamorata, Last Gasp, 2005, ISBN 0-86719-628-9.
- Patrick Conlon: Tranceptor: Iron Gauge (Tranceptor Series), Amerotica 2007, ISBN 1-56163-519-7

### Bilder
- Secret Magazine, Heft 16
- Secret Magazine, Heft 17